# Al Fashn
Al Fashn är en ort i Egypten.   Den ligger i guvernementet Beni Suef, i den centrala delen av landet, 140 km söder om huvudstaden Kairo. Al Fashn ligger 37 meter över havet och antalet invånare är 63 793.
Terrängen runt Al Fashn är platt. Runt Al Fashn är det glesbefolkat, med 11 invånare per kvadratkilometer. Al Fashn är det största samhället i trakten. Trakten runt Al Fashn är ofruktbar med lite eller ingen växtlighet.